# Anyagmozgatás
Az anyagmozgatás a logisztikai szervezés egyik része. Az anyagok átalakulása az anyagok mozgatása közben, vagy a két mozgás közötti szünetben valósul meg. Az anyagmozgatás technológiai lépések sorozata.

## Alapfogalmak
- termékegyed: a mozgatandó anyag egysége (például egy darab áru)
- teheregység: az anyagmozgatás legkisebb kezelési egysége; termékegyed, vagy belőlük képzett csomag
- rakományegység, vagy mozgatási egység: az anyagmozgatás alapegysége, a mozgatás céljára összerakott, kötegelt egységek, melyeket az anyagmozgató rendszer egy egységként kezel
- továbbítási egység: kifejezi, hogy hány rakományegység képezi egy-egy szállítás tárgyát
- egységrakomány: olyan rakományok, melyeket azonos méretre alakítottak ki az azonos kezelés céljából
- anyagmozgatási többszörös: megadja azt, hogy a késztermék egységsúlyára vonatkoztatva a gyártás során hányszoros súlyt kell megmozgatni
  - anyagtöbbszörös: megadja, hogy a késztermék egységnyi súlyára vonatkoztatva mennyi anyagot kell megmozgatni (összetevői az alapanyag, a segédanyagok, a csomagolás és a szerszámok súlya)
  - gyakorisági többszörös: a rakodási mozzanatok száma; akkor van szerepe, ha az anyag mozgatása nem egyszerien, hanem ismétlődően, ciklikusan történik
- anyagmozgatási ciklus: az anyagmozgatásból, valamint az újbóli kezdéshez szükséges tevékenységekből tevődik össze

## Anyagmozgatási technológia
Az anyagmozgatás technológiája összetett tevékenység, kialakításakor több tudományterület eredményeit alkalmazzák. A leggyakrabban alkalmazott tudományterületek:
- építészet: az épületek belső kialakításának, illetve meglévő épületek átépítésének megtervezése az anyagmozgatás racionalizálásának céljából
- munkavédelem: az anyagmozgatás tervezése a munkavédelem baleseti statisztikáinak elemzésével, szem előtt tartva az emberi biztonságot
- matematika, modellezés, operációkutatás: lineáris és dinamikus programozás, sorban állás, hálós tervezés, szimulációs eljárások

## Gyártás tömegszerűségének anyagmozgatása
- egyedi gyártás: általános célú anyagmozgató gépeket alkalmaznak, ezért műszakilag szabadpályás, rugalmas eszközöket igényel
- sorozatgyártás: jelentős szerepe van az egységrakomány képzésnek, az anyagmozgatást gyakran szállítószalagok végzik
- tömeggyártás: beépített, stabil, kötöttpályás, specializált és nagy hatásfokú anyagmozgató eszközök alkalmazása

## Különböző rendszerek anyagmozgatása
- műhelyszerű gyártás: térbeli és időbeli megszakítottság (azonos műveletet végző berendezések egy helyen vannak összevonva), a műveletek között nagyok a szállítási távolságok
- folyamatos gyártási rendszer: az anyagmozgatás szabályozza és diktálja a ritmusát a rendszernek; fixpályás eszközök alkalmazása (például: vegyipar, olajipar)

## Termelési fázisok anyagmozgatása
A vállalaton belüli anyagmozgatás egyik csoportosítási módszere, vizsgálja az alapanyagból késztermékké válás termelési fázisait.
- szállításhoz kapcsolódó anyagmozgatás
- a tárolás anyagmozgatása
- üzemközi anyagmozgatás
- munkahelyközi anyagmozgatás
- munkahelyi anyagmozgatás

### Szállításhoz kapcsolódó anyagmozgatás
Megteremti a vállalat és környezete anyagkapcsolatát. Jellemzője, hogy nagy tömegű, és sokféle anyag szállítása történik.  
Alapelvei:
- a raktárak és a külső szállítási útvonalak távolságát minimálisra kell csökkenteni
- a külső és belső szállítások útvonalát szét kell választani egymástól (a balesetveszély csökkentése, a belső szállítási útvonalak tehermentesítése, a külső partnerek könnyebb tájékozódási lehetősége, a külső- és belső szállítási eszközök jelentős különbözősége)
- a rakodási, illetve fogadási felületek kialakításának

A külső szállításokhoz kapcsolódó anyagmozgatás kiemelt területe a rakodás. A logisztika feladata, hogy a szállítóktól nem egy időben és egyenletes mennyiségben érkező árukat a teljesítményigényüknek megfelelő módszerrel raktározzák. Az átlagértékre tervezett rakodási módszer az esetek nagy százalékában (gyakran 50%) idéz elő kapacitáshiányt, ami többletköltséget okoz. A maximumértékre beállított rakodási módszer 100%-os biztonságot nyújt, azonban munkaerő kihasználtsága nem megfelelő, nem hatékony. Az anyagmozgatási technológiában a rakodási kapacitást általában az átlagértékre tervezett és a maximumértékre beállított módszer átlagának értékére állítják be.

### Tárolás anyagmozgatása
A tárolás az anyagmozgatás folyamatának megszakítása. A tároláshoz kapcsolódó anyagmozgatás a betárolásnál, a kitárolásnál, illetve az átrendezésnél történik. A raktározás az anyagmozgatás szempontjából pufferelésnek, időbeli és térbeli kiegyenlítőnek tekintendő.
A helykihasználás vizsgálatánál figyelembe veszik az alapterület, az alapfelület és az alaptér nagyfokú kihasználásának lehetőségeit. A tárolt anyagok elhelyezésének egyik alapelve a gyors elérhetőség, mely egyes esetekben ellentmond a helykihasználás szabályainak.
A tárolás miatti anyagmozgatás minimalizálásának céljából a gyakran ki- és betárolt anyagokat a FIFO elv (angol mozaikszó: First In First Out; jelentése: Elsőként be – elsőként ki) szerint tárolják.
A raktározás során kiemelt fontosságú az anyag állagának megóvása. Ezt raktározás közben a megfelelő fizikai körülmények, míg ki- és betározás közben a technológia garantálja. Az állagmegóváshoz tartoznak a különböző higiéniás, és egyéb szabályok, ajánlások betartása is.
Ha raktári anyagmozgatás ergonómiai és munkavédelmi környezete nem megfelelő az ott dolgozók részére, akkor a fellépő negatív hatásokat kompenzálni szükséges (például megfelelő öltözékkel, védőeszközökkel stb.).
Az anyagtárolás technikai megoldásai:
- polcrendszer: megfelelő kihasználásához lényeges az elrendezés; nagyfokú térkihasználás csak elmozdítható polcrendszerrel valósítható meg
- tartálypark: egyedi tartályos tárolási rendszer, veszélyes anyagok tárolásakor kiemelt jelentőségű biztonságtechnikai tényező
- ömlesztett anyagok: a térkihasználást a rézsűszög határozza meg, hatékonysága falazatokkal növelhető
- automata magasraktár: az egyik legkorszerűbb tárolási forma, megfelelő térkihasználást biztosít, számítógépes rendszer irányítja

A nyilvántartási rendszer olyan naprakészen tartott adatbázis, amely előírásai szerint kerülnek ki- és betárolásra az anyagmozgatásban részt vevő anyagok.
- fixhelyes elrendezés: mindegyik anyagnak fix helye van a raktárban; előnye, hogy bizonyos idő után az anyagmozgatásban résztvevők megtanulják egy-egy anyag tárolási helyét; hátránya, hogy a raktári anyagmozgást nem minimalizálja, felesleges anyagmozgást generál
- szabadhelyes elrendezés: az újonnan beérkező anyagok mindig a legközelebbi szabad helyre kerülnek, előnye a jó helykihasználás, és a minimális anyagmozgatás

## Anyagmozgatás időszükséglete
Az időszükséglet meghatározásánál az anyagmozgatás folyamatainak (rakodás, továbbítás, tárolás) időszakaszait veszik figyelembe. Ezen időszakaszokhoz tartozó idők meghatározása történhet becsléssel, számítással, vagy elemi időállandók figyelembevételével.

## Anyagfolyamat elemzése
- út-idő diagram: az idő függvényében a munkatárgy, vagy a szállított áru által megtett út ábrázolása
- oszlopdiagram: az oszlopok területe az összes elvégzett rakodási munkával egyenlő, mely elosztva az időtartam hosszával, megkapható az átlagos rakodási teljesítményigény
- gantt-diagram: megmutatja, hogy egy-egy ciklus különböző műveletei mennyi ideig tartanak, segítségével elemezhető, hogy mely műveleteknél történő beavatkozással lehet lényeges időcsökkenést elérni
- hely-idő diagram: a műveletek helyének vizsgálati módszere, az anyagszállító berendezések kihasználtsági fokának elemzésére szolgál
- fonaldiagram: szállítási útvonalak hosszának megállapítására alkalmazott módszer
- alaprajzi anyagfolyamat ábra: az anyagfolyamat racionalizálásának vizsgáló döntések alapja
- műveleti anyagfolyamat ábra: a technológiai folyamatábrák szabványosított készítési módszere
- Shankey-diagram: anyagmérlegek, veszteségforrások kimutatási módszere
- honnan-hova táblázat (input-output táblázat, sakktábla): az anyagmozgatási rendszer matematikai, számszerű leírására szolgál, összetevője lehet az anyag milyensége, mennyisége, minősége

## Anyagmozgatás mennyisége
- anyagáramlás intenzitása (I): az anyag mennyiségének és az anyagmozgatáshoz szükséges időtartam hányadosa
- anyagmozgatási teljesítmény (Q): az anyagáramlás intenzitásának szorzata az anyagmozgatás távolságával
- kooperációs fok (K): a kapcsolódó objektumok és az összes objektum számának hányadosa
- mátrixok (táblázatok): egy rendszer leírását szolgálják, mutatószámokat tartalmaznak
  - kapcsolati mátrix
  - távolságmátrix
- anyagáramlás-intenzitás mátrix
- anyagmozgató rendszerek teljesítőképessége: az elemi időegység alatt mozgatható vagy szállítható anyagmennyiséget értjük alatta
- anyagmozgató rendszerek megbízhatósága: annak valószínűsége, hogy valamely elem vagy rendszer egy adott időtartam alatt meghatározott üzemi és környezeti körülmények között teljesítménye határait, üzemi jellemzőit megtartva üzemképes